# 30114 Mooney
30114 Mooney è un asteroide della fascia principale. Scoperto nel 2000, presenta un'orbita caratterizzata da un semiasse maggiore pari a 2,251404 UA e da un'eccentricità di 0,085503, inclinata di 2,882938° rispetto all'eclittica. Ha un diametro di 1,825 km.